# Anansi (album)
Anansi è l'album di debutto del cantautore italiano Anansi, pubblicato nel 2009 dalla Distar Records.

## Il disco
Il disco è stato preregistrato a Kilkenny (Irlanda) assieme alla band irlandese di Anansi, i Ghost Town. La registrazione è stata poi completata negli studi della Distar Records a Verona. Dall'album è stato estratto il singolo Still, pubblicato il 28 aprile 2009 e accompagnato da un videoclip.
L'album contiene tredici tracce, tutte in inglese, che spaziano dal pop-rock al folk, dal reggae al soul. È inoltre presente come bonus track il brano Love Me or Leave Me Alone, scritto da Anansi nel 2008 in collaborazione con l'etichetta indipendente tedesca Big Belly Records.

## Tracce
Testi e musiche di Stefano Bannò; edizioni musicali Distar Records.
1. I Don't Fear – 4:20
2. Still – 4:00
3. Don't Say Goodbye – 4:29
4. Look Straight Ahead – 3:51
5. M.A.F.I.A. (Merciless Association of Fright and Iniquitous Acts) – 4:30
6. Here I Am Again – 4:17
7. Sadness Inside – 4:59
8. Goodbye – 3:27
9. Stand Up for Love – 2:33
10. You're My Brother – 4:26
11. Drugs Don't Make You Happy – 4:41
12. King of Kings – 3:03

Traccia bonus
1. Love Me or Leave Me Alone – 5:16